# Mistrzostwa Świata w Kolarstwie Torowym 1997
94. Mistrzostwa Świata w Kolarstwie Torowym 1997 odbyły się w australijskim Perth w dniach 27-31 sierpnia 1997. W programie mistrzostw znalazły się cztery konkurencje dla kobiet: sprint, wyścig na dochodzenie wyścig punktowy oraz wyścig na 500 m i osiem konkurencji dla mężczyzn: sprint indywidualny, sprint drużynowy, wyścig na dochodzenie, wyścig punktowy, wyścig ze startu zatrzymanego, wyścig na 1 km, wyścig drużynowy na dochodzenie, madison i keirin. 

## Medaliści

### Kobiety
| Konkurencja                         | Data             | Złoto             | Srebro           | Brąz                 |
| ----------------------------------- | ---------------- | ----------------- | ---------------- | -------------------- |
| 500 m ze startu zatrzymanego        | 30 sierpnia 1997 | Félicia Ballanger | Michelle Ferris  | Magali Faure-Humbert |
| 3000 m indywidualnie na dochodzenie | 31 sierpnia 1997 | Judith Arndt      | Natalja Karimowa | Yvonne McGregor      |
| sprint indywidualny                 | 29 sierpnia 1997 | Félicia Ballanger | Michelle Ferris  | Oksana Griszyna      |
| wyścig punktowy                     | 30 sierpnia 1997 | Natalja Karimowa  | Teodora Ruano    | Belem Guerrero       |

### Mężczyźni
| Konkurencja                  | Data             | Złoto                                                                          | Srebro                                                                                    | Brąz                                                                            |
| ---------------------------- | ---------------- | ------------------------------------------------------------------------------ | ----------------------------------------------------------------------------------------- | ------------------------------------------------------------------------------- |
| wyścig punktowy              | 31 sierpnia 1997 | Silvio Martinello                                                              | Bruno Risi                                                                                | Joan Llaneras                                                                   |
| sprint drużynowy             | 28 sierpnia 1997 | Francja · Vincent Le Quellec · Florian Rousseau · Arnaud Tournant              | Niemcy · Sören Lausberg · Eyk Pokorny · Jan van Eijden                                    | Australia · Danny Day · Sean Eadie · Shane Kelly                                |
| indywidualnie na dochodzenie | 28 sierpnia 1997 | Philippe Ermenault                                                             | Aleksiej Markow                                                                           | Andrea Collinelli                                                               |
| keirin                       | 27 sierpnia 1997 | Frédéric Magné                                                                 | Jean Pierre van Zyl                                                                       | Marty Nothstein                                                                 |
| 1 km ze startu zatrzymanego  | 27 sierpnia 1997 | Shane Kelly                                                                    | Sören Lausberg                                                                            | Stefan Nimke                                                                    |
| drużynowo na dochodzenie     | 30 sierpnia 1997 | Włochy · Adler Capelli · Cristiano Citton · Andrea Collinelli · Mario Benetton | Ukraina · Ołeksandr Kłymenko · Ołeksandr Fedenko · Serhij Matwiejew · Ołeksandr Symonenko | Francja · Carlos Da Cruz · Philippe Ermenault · Jérôme Neuville · Franck Perque |
| madison                      | 27 sierpnia 1997 | Hiszpania · Miguel Alzamora · Joan Llaneras                                    | Włochy · Silvio Martinello · Marco Villa                                                  | Argentyna · Gabriel Curuchet · Juan Curuchet                                    |
| sprint indywidualny          | 31 sierpnia 1997 | Florian Rousseau                                                               | Jens Fiedler                                                                              | Darryn Hill                                                                     |

## Klasyfikacja medalowa
| Miejsce | Państwo           |   |   |   | Razem |
| ------- | ----------------- | - | - | - | ----- |
| 1.      | Francja           | 6 | 0 | 2 | 8     |
| 2.      | Włochy            | 2 | 1 | 1 | 4     |
| 3.      | Niemcy            | 1 | 3 | 1 | 5     |
| 4.      | Australia         | 1 | 2 | 2 | 5     |
| 5.      | Rosja             | 1 | 2 | 1 | 4     |
| 6.      | Hiszpania         | 1 | 1 | 1 | 3     |
| 7.      | RPA               | 0 | 1 | 0 | 1     |
|         | Szwajcaria        | 0 | 1 | 0 | 1     |
|         | Ukraina           | 0 | 1 | 0 | 1     |
| 10.     | Argentyna         | 0 | 0 | 1 | 1     |
|         | Meksyk            | 0 | 0 | 1 | 1     |
|         | Stany Zjednoczone | 0 | 0 | 1 | 1     |
|         | Wielka Brytania   | 0 | 0 | 1 | 1     |